# Josef Lackner (Politiker, 1937)
Josef Lackner (* 12. Mai 1937 in Heiligenblut am Großglockner; † 4. Mai 2024 in Lienz, Tirol) war ein österreichischer Politiker (ÖVP) und Schuldirektor. Lackner war von 1986 bis 1996 Abgeordneter zum österreichischen Nationalrat. 

## Ausbildung und Beruf
Lackner besuchte nach der Volksschule das Gymnasium in Tanzenberg/Kärnten, das er 1955 mit der Matura abschloss. Er studierte im Anschluss an der Hochschule für Welthandel und der Universität Innsbruck und schloss sein Studium 1959 mit dem akademischen Grad Dipl.-Vw. und 1962 mit dem Grad Dr. rer. oec. ab. Zudem legte er die Lehramtsprüfungen für kaufmännische Gegenstände sowie Rechts- und Volkswirtschaftslehre ab.
Lackner war beruflich zunächst ab 1959 als Lehrer an der Städtischen Handelsschule in Lienz tätig und übernahm 1973 den Posten des Direktors der Bundeshandelsakademie und Bundeshandelsschule in Lienz. Zudem arbeitete Lackner von 1965 bis 1972 als Konsulent der Firma Bechtel GmbH beziehungsweise der Firma TAL-Österreich GmbH und war von 1971 bis 1988 kaufmännischer Vorstand der Lienzer Bergbahnen AG. Lackner arbeitete zudem ab 1990 als Vereinsvorsteher und Vorsitzender des Sparkassenrates der Lienzer Sparkasse.

## Politik
Lackner engagierte sich zunächst als Gemeinderat in seiner Heimatgemeinde Heiligenblut und war danach Gemeinderat in Lienz. Er vertrat die ÖVP zwischen 1979 und 1980 im Landtag und war vom 17. Dezember 1986 bis zum 6. Jänner 1994 sowie vom 29. November 1994 und dem 14. Jänner 1996 Abgeordneter zum Nationalrat. 

## Auszeichnungen
- Großes Goldenes Ehrenzeichen für Verdienste um die Republik Österreich (1995)
- Verdienstkreuz und Ehrenzeichen des Landes Tirol
- Ehrenring der Stadt Lienz